# HTTP (P2P)
HTTP(P2P) es un protocolo basado en HTTP. Su objetivo es mejorar el rendimiento de la obtención de páginas y objetos cuando los servidores web sufren congestión del lado del servidor. Ejemplos de congestión del lado del servidor son los efectos Slashdot y Flash Crowd. HTTP(P2P) usa cachés de navegadores terciarios de nodos web para ayudar a distribuir objetos web importantes en lugar del servidor original.

## Lista de Software

### Código abierto
- HTML 5[1][2][3][4][5][6][7]
- Tribler un sistema de distribución P2P usado en Wikipedia, para audio y video.
- SwarmPlugin[8][9] añade un transporte P2P compatible con BitTorrent a un navegador, para poder hacer <video src="p2p://torrent">.
- FireCoral - red P2P de distribución de contenido basada en navegador que permite que usuarios sin confianza mutua intercambien sus cachés de navegador.[10][11][12]
- ReverseHttp[13][4]
- JW Player + Open P2P CDN[14]

### Software propietario
- Coopnet es un protocolo con propósitos similares a HTTP(P2P)
- Sopcast[15]
- Flash[16][17]
- Opera Servicio Unificado de Intercambio de Archivos.[18]